# Gouri Pliouguine
Gouri Antonovitch Pliouguine (en russe : Гурий Антонович Плюгин) est un astronome russe. Le Centre des planètes mineures lui crédite la découverte de sept astéroïdes, sous le nom de Plyugin, en collaboration avec Iouri Beliaïev, à la station astronomique de Cerro El Roble, au Chili.  
Il a travaillé à l'observatoire de Poulkovo, rouvert après la reconstruction d'après-guerre.
| (1993) Guacolda       | 25 juillet 1968 |
| (4228) Nemiro         | 25 juillet 1968 |
| (4590) Dimashchegolev | 25 juillet 1968 |
| (7450) Shilling       | 24 juillet 1968 |
| (23401) Brodskaya     | 25 juillet 1968 |
| (32731) Annaivanovna  | 25 juillet 1968 |
| (52225) Panchenko     | 25 juillet 1968 |

Les dernières nouvelles de Pliouguine datent de novembre 2010, quand un incendie s'est déclaré dans son appartement à Senej. On n'a pas retrouvé son corps et il est donc considéré comme disparu.